# Montilla
Montilla [montilja] je město v autonomním společenství Andalusie v jižním Španělsku, v provincii Córdoba. Leží asi 45 km jižně od Córdoby, 115 km severně od Malagy. Žije zde přibližně 22 tisíc obyvatel.
Město je střediskem vinařské oblasti Montilla-Morales, kde se z hroznů odrůdy Pedro Ximenez vyrábí amontillado a z něho španělské portské.

## Historie
Místo bylo osídleno už v paleolitu, roku 45 př. n. l. se zde patrně odehrála bitva u Munsy mezi Caesarem a republikány. Ve středověku zde bylo město s hradem, což potvrzuje první písemná zmínka o městě z roku 1333. Roku 1453 se na tomto hradě narodil vojevůdce Gonzalo Fernández de Córdoba, nazývaný El capitano či El Gran Capitán.

## Pamětihodnosti

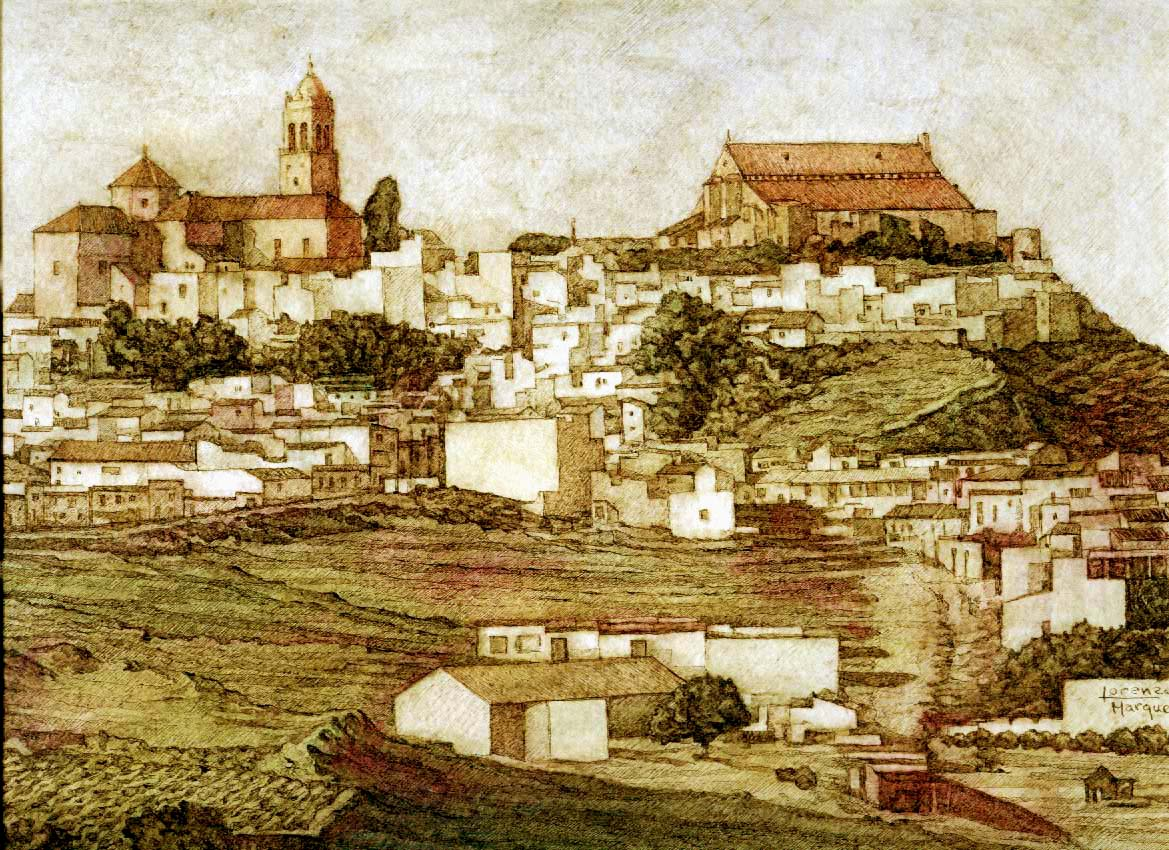
L. Marques, Montilla

- Zbytky hradu ze 16. století, kde je nově vinařské muzeum.
- Několik paláců ze 16. století (Casa del Inca, Palacio de Medinaceli aj.)
- Bazilika sv. Jana z Avily, který zde žil a zemřel, z 18. století
- Kostel sv. Jakuba ze 16. a 18. století s bohatým vnitřním zařízením
- Kostel sv. Františka Solana, který se zde narodil, ze 17. století

## Doprava
Montilla leží na železnici Córdoba – Malaga a na dálnici A-45, asi 80 minut jízdy ze Sevilly i z Córdoby.